# I've Been Expecting You
I've Been Expecting You je drugi album Robbiea Williamsa. Najavljen je singlom "Millenium", koji je prvi Williamsov broj 1 hit single. Ostali singleovi s ovoga albuma su: "No Regrets" (no.4 na top-ljestvici), "Strong" (no.4), "She's The One" (njegov drugi broj 1) i "Win Some, Lose Some" (no.7). I've Been Expecting You je bio veliki hit te se samo u Velikoj Britaniji prodao u preko 3 milijuna primjeraka, postavši najprodavaniji Williamsov album i 30 najprodavaniji album u povijesti Velike Britanije.

## Popis pjesama
1. "Strong" – 4:39
2. "No Regrets" – 5:09
3. "Millennium" – 4:05
4. "Phoenix From the Flames" – 4:02
5. "Win Some Lose Some" – 4:18
6. "Grace" – 3:14
7. "Jesus In A Camper Van" – 3:39 (replaced by "It's Only Us" – 2:50)
8. "Heaven From Here" – 3:05
9. "Karma Killer" – 4:26
10. "She's The One" – 4:18
11. "Man Machine" – 3:34
12. "These Dreams" – 5:08

## Top ljestvice

### Albuma
| Godina | Ljestvica               | Pozicija |
| ------ | ----------------------- | -------- |
| 1998.  | UK Top Ljestvica Albuma | #1       |
| 1998.  | Billboard 200           | #190     |

### Singlova
| Godina | Singl           | Ljestvica                 | Pozicija |
| ------ | --------------- | ------------------------- | -------- |
| 1998.  | "Millennium"    | UK Top Ljestvica Singlova | #1       |
| 1998.  | "Millennium"    | U.S. Billboard Hot 100    | #72      |
| 1998.  | "No Regrets     | UK Top Ljestvica Singlova | #4       |
| 1999.  | "Strong"        | UK Top Ljestvica Singlova | #4       |
| 1999.  | "She's The One" | UK Top Ljestvica Singlova | #1       |